# Basileios Lakapenos
Basileios Lakapenos (auch Lekapenos, mittelgriechisch Βασίλειος Λακαπηνός; * um 925; † um 985/986), Beiname Nothos („der Bastard“), war ein byzantinischer Eunuch, der als Hofvorsteher unter den Kaisern Konstantin VII., Johannes Tzimiskes und Basileios II. diente.

## Leben
Basileios war ein illegitimer Sohn des Kaisers Romanos I. Lakapenos (920–944) mit einer Konkubine. Um ihn als möglichen Thronfolger auszuschließen, wurde er schon kurz nach seiner Geburt entmannt. Kurz nachdem sich Konstantin VII. 945 die Alleinherrschaft gegen seine Schwäger Stephanos und Konstantin Lakapenos gesichert hatte, erhob er deren Halbbruder Basileios, zu dem er ein enges Vertrauensverhältnis unterhielt, zum Parakoimomenos, Paradynasteuon und Patrikios. Im Herbst 958 unternahm Basileios zusammen mit Johannes Tzimiskes gegen Saif ad-Daula, den Gründer des Emirats von Aleppo, einen erfolgreichen Feldzug, in dessen Verlauf Samosata erobert wurde.
Unter Konstantins Nachfolger Romanos II. spielte Basileios Lakapenos in der Politik offenbar keine Rolle. Das Amt des Parakoimomenos wurde dem Eunuchen Joseph Bringas übertragen, der nach Romanos’ Tod 963 de facto die Staatsmacht in die Hände bekam, da dessen Söhne Basileios und Konstantin noch zu jung waren. Basileios Lakapenos unterstützte den Domestikos der Scholen Nikephoros Phokas, der den Thron ebenfalls für sich beanspruchte, als Flottenkommandant gegen seinen Rivalen. Zum Dank für seine Loyalität wurde Basileios von Nikephoros nach dessen Krönung zum Proedros (Vorsitzenden des Senats) ernannt. Er geriet jedoch in der Folgezeit politisch wieder in den Hintergrund, während nun der Bruder des Kaisers, Leon Phokas, die zweite Stelle im Staat einnahm.
Unter Nikephoros’ Nachfolger Johannes Tzimiskes, der 969 den Thron bestieg, gewann Basileios Lakapenos vor allem in der Innen- und Finanzpolitik zentralen Einfluss, was er dazu nutzte, enorme Reichtümer anzuhäufen. Auf dem großen Feldzug gegen den russischen Fürsten Swjatoslaw I. und den Usurpator Kalokyres im Jahr 971 befehligte Basileios das Hauptheer. Auf der Rückkehr von einem Syrienfeldzug im Januar 976 wurde Kaiser Johannes vergiftet; die griechischen und arabischen Quellen stimmen weitgehend darin überein, dass dies auf Betreiben des Basileios geschah.
Nach Johannes’ Tod stieg Basileios zum führenden Mann im byzantinischen Staat auf. Er übernahm die Regierungsgeschäfte für seine Großneffen, die nominellen Kaiser Basileios II. und Konstantin VIII., und rief deren Mutter Theophanu aus der Verbannung in den Kaiserpalast zurück. Die neue Regierung wurde sogleich mit dem Aufstand des Bardas Skleros konfrontiert, der erst 979 nach dreijährigem Bürgerkrieg mit Hilfe des Bardas Phokas niedergeschlagen werden konnte. Wohl 985 befreite sich Basileios II. von der Bevormundung durch seinen Großonkel. Basileios Lakapenos wurde abgesetzt, sein gewaltiges Vermögen eingezogen. Sämtliche von ihm ausgestellten Chrysobulle wurden für null und nichtig erklärt. Er starb kurze Zeit nach seinem Sturz.
Basileios Lakapenos war ein bedeutender Kunstmäzen und Auftraggeber von Handschriften. Die heutige künstlerische Ausgestaltung der Limburger Staurothek geht auf ihn zurück.